# The Pyramids (Jazzband)
The Pyramids waren ein von 1972 bis 1977 bestehendes afroamerikanisches, avantgardistisches Jazz-Musik-Kollektiv aus Yellow Springs, Ohio. Sie verbanden hymnischen Gesang, Saxophon- und Flöten-Improvisationen mit afrikanischer Rhythmik und Tanz. 2007 gründete sich die Band nach der Wiederentdeckung ihrer alten Aufnahmen aus den 1970er Jahren mit ähnlichem musikalischem Konzept erfolgreich neu. Stilprägendes Merkmal ihrer Musik war neben den perkussiven Elementen und den Blasinstrumenten über lange Zeit der Einsatz von zwei Bässen beim gleichzeitigen Verzicht auf Gitarren.

## Bezug zum politischen und spirituellen Hintergrund der 1970er Jahre

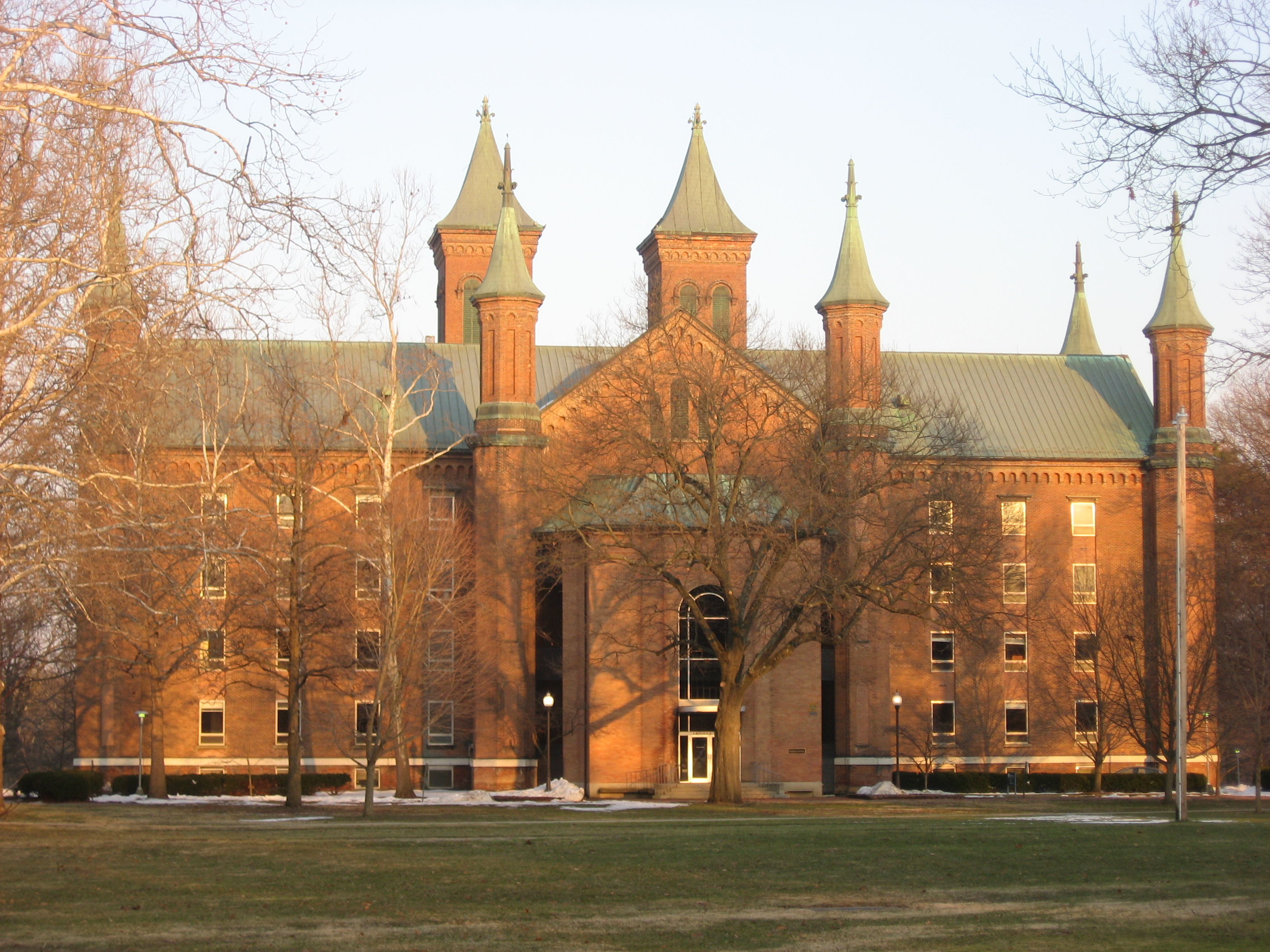
Antioch Hall, 2010

The Pyramids bildeten sich zu Beginn der 1970er Jahre am Antioch College in Yellow Springs, Ohio. Dieses College gilt als „notorische [n] Brutstätte radikalen Gedankenguts in der sonst so biederen amerikanischen Provinz“.
Der Ruf des Colleges hatte den Spiritus rector des Projektes, den als Bruce Stephen Baker 1951 in Chicago geborenen Multiinstrumentalisten, Komponisten, Schauspieler und Stepptänzer Idris Ackamoor, angezogen. Ackamoors Mutter Doris Baker war in der Bürgerrechtsbewegung der 1950er und 1960er Jahre aktiv und legte Wert auf eine umfassende musikalische Bildung ihrer Kinder, so dass er bereits ab der frühesten Kindheit so verschiedenartige Instrumente wie Violine, Trompete, Klarinette, Saxophon und Klavier erlernte. Doch während die Freunde seiner ersten musikalischen Versuche in einer Band von Jimi Hendrix und der Hippiebewegung inspiriert wurden, war es bei Ackamoor eher John Coltrane mit seiner Art spiritueller Musik, der ihn prägte.
Kimathi Asante, als Thomas Lee Williams 1951 in Columbus (Ohio) geboren, kam von der Posaune zur Tuba und von da über den Kontrabass zum E-Bass. Er spielte in Folkbands die aktuelle Musik von Musikern wie Bob Dylan und Peter, Paul and Mary. Sein Lebensstil brachte ihn in Konflikt mit seinen Eltern, die den Zeugen Jehovas angehörten, und bald wandte er sich von der Folkmusik ab und schwarzer spiritueller Tanzmusik zu. Beeinflusst von Archie Shepp, Sun Ra, Coltrane und Yusef Lateef, moderierte er eine Radiosendung bei dem Sender WYSO, die er nach dem gleichnamigen Albert-Ayler-Album Music is the Healing Force of the Universe nannte. Am Bass wollte er eine ähnliche „Transzendenz erreichen, wie Sonny Sharrock und Jimi Hendrix an der Gitarre“.
Drittes festes Mitglied der Pyramids wurde die 1952 geborene Margaux Simmons aus Nashville, Tennessee. Sie hatte vier Jahre klassische Flöte an der Putney School studiert (einer progressiven Highschool in der Kleinstadt Putney (Vermont), die Studenten aus wirtschaftlich schwierigen Verhältnissen einen Internatsaufenthalt ermöglichte), doch hörte sie auch häufig die populären Hits des Motown-Labels, wie beispielsweise Marvin Gaye. In Putney begann sie botanische Lehrfilme musikalisch zu begleiten und entdeckte dabei ihre Liebe zur Improvisation. Sie ließ sich von Komponisten wie Mozart, Bach, Strawinski und Bartok ebenso inspirieren wie vom modalen Jazz von Miles Davis (Kind of Blue).
Als die Gründer des späteren Kollektivs nach Yellow Springs kamen, war das Antioch College eng mit den avantgardistischen kulturellen und politischen Strömungen der 1960er Jahre verbunden. „Der Vietnamkrieg erregte die Gemüter und Antioch war eine Hochburg von Protestbewegung und Black Power. Es hatte den Ruf, an vorderster Front der politischen Strömungen zu stehen.“ Zahlreiche afrozentrisch engagierte Künstler wie Charles Lloyd, Sun Ra oder das Art Ensemble of Chicago kamen trotz der „dörflichen“ Atmosphäre zu Konzerten an das College. Als sich die Pyramids 1971 formierten, weilte gerade Cecil Taylor als Artist in Residence mit seinem 30 bis 40 Musiker umfassenden Cecil Taylor Black Music Ensemble (bis 1973) in Antioch und ermutigte Ackamoor, Asante und Simmons maßgeblich zu ihren Experimenten.

## Reise nach Afrika und Europa
Im Frühjahr beantragte Ackamoor für sich und die beiden anderen Unterstützung für ein Auslandsprogramm, das ihm vorschwebte. „Ich sagte: ‚Wir gehen nach Europa, gründen eine Band, dann fahren wir durch Europa und Afrika und lernen etwas über die Musikkulturen dort.‘ Und sie sagten: ‚In Ordnung, hier ist Eure Fahrkarte um die Welt.‘ Und weg waren wir.“
An der Universität von Besançon nahmen sie auf Drängen von Antioch Abroad an einem fünfwöchigen intensiven Französischkurs teil und gründeten sich als The Pyramids. In Amsterdam schloss sich ihnen der Schlagzeuger Donald Robinson an, Sohn eines ausgewanderten Aktivisten, den sie in Paris kennengelernt hatten und der zur Band das Saxophonisten Frank Wright gehörte. Im liberalen und künstlerfreundlichen Amsterdam begegneten sie dem Beat-Poeten Ted Joans, der ihnen das Gedicht Pyramids I´ve Seen/Heard widmete und später auch die Liner Notes zu ihrem zweiten Album King of Kings beisteuern sollte. Nach vier Monaten in den Niederlanden reisten sie über Málaga nach Marokko und von dort weiter nach Accra in Ghana, wo sie sich längere Zeit niederließen. Mit dem Stipendium, das ihnen Antioch gewährte, kauften sie Musikinstrumente, Masken und Kostüme und „wurden afrikanisch“, wie Ackamoor schreibt.

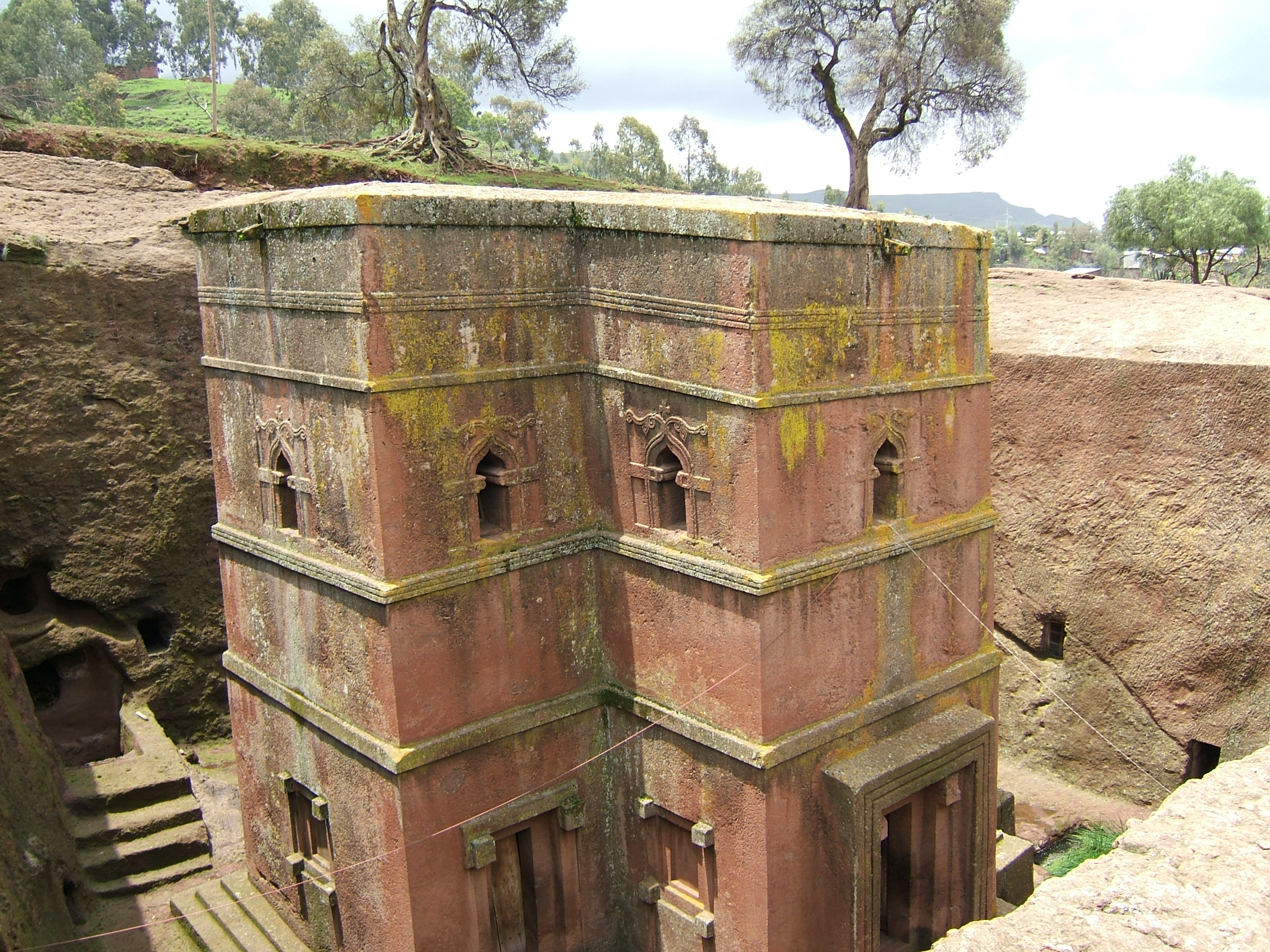
Lalibela

Von Accra ging es weiter nach Tamale (Ghana), um mit einem Kassettenrekorder Aufnahmen von den Zeremonien der Königlichen Trommler von Tamale zu machen, von dort nach Nairobi und zuletzt nach Äthiopien. Cecil Taylor hatte ihnen in Ohio von den in den Felsen gemeißelten Kirchen von Lalibela erzählt. An diesem Wallfahrtsort aus dem 13. Jahrhundert machten sie Dias und Tonaufnahmen von den Trommel-Ritualen der Priester und von Masinko-Spielern.
Bei ihrer Rückkehr nach Yellow Springs war ihnen die Aufmerksamkeit gewiss. „Als wir mit unseren afrikanischen Gewändern aus dem Flugzeug stiegen, waren wir ein Blickfang!“ Und mit dem Ende ihrer Reise begann die Band The Pyramids.

## Erste Inkarnation: 1973 bis 1976
Die erste LP der Pyramids trug den Titel Lalibela – wie die äthiopischen Felsenkirchen, die sie besucht hatten. Da Donald Robinson noch in Europa weilte, ergänzten Musiker aus Ohio das Bandkollektiv. Als Schlagzeuger kam Marcel Lytle, der Sohn des Hardbop-Vibraphonisten Johnny Lytle dazu. Der Sopransaxophonist Tony Owens erhielt den Künstlernamen Masai. Der Perkussionist Brady Speller, der ebenfalls am Antioch College studierte, nannte sich Hekaptah. Zahlreiche schwarze Plattenfirmen im ganzen Land begannen gerade unter den günstigen Bedingungen der frühen 1970er Jahre mit der Produktion neuer afroamerikanischer Musik unter politischen Vorzeichen. Und im Juli 1973 fanden für wenig Geld in einem Studio in Yellow Springs, das einem Freund gehörte, die Aufnahmen zur ersten Veröffentlichung der Pyramids statt. Die Musiker verarbeiteten dabei die noch frischen Eindrücke der langen Reise und spielten ihre frühe Version von Weltmusik ohne großen Aufwand jeweils in einem Take und mit wenigen Mikrofonen auf 4-Spur-Technik ein. Idris Ackamoor und Margaux Simmons hatten kurz zuvor in einer afrikanisch beeinflussten Zeremonie geheiratet und Fotos von der Feier wurden für das Albumcover verwendet. Die erste Auflage der Platte betrug 500 Exemplare und wurde für jeweils 5,00 $ hauptsächlich an Freunde und Familienmitglieder verkauft. Infolge der Veröffentlichung von Lalibela wurde die Gruppe häufiger zu Live-Auftritten eingeladen, die sich immer weiter zu spirituellen Ereignissen hin entwickelten. „Wir hatten die Gesichtsbemalung, die afrikanischen Gewänder. Wir verließen unsere Körper und wurden zu Inkarnationen von ägyptischen und äthiopischen Königen. Wir gingen zurück in diese alte Zeit, von der wir fühlten, dass es unsere war.“ Die Gruppe integrierte in ihre Bühnenauftritte zwei bis drei Tänzerinnen unter der Leitung von Margaux Simmons, die dabei ihre Tanzausbildung und die Techniken, die sie in Afrika gelernt hatte, einbrachte. Es begann üblicherweise mit einer Choreografie, die dann hin zu einer improvisierten Tanzperformance führte.
Nach verschiedenen Wechseln der Schlagzeuger und der Rückkehr von Donald Robinson aus Europa nahm die Band im März 1974 das Album King of Kings in einer Auflage von 1000 Exemplaren auf. Es ist das einzige der drei Album der 1970er Jahre, das die Pyramids in ihrer ursprünglichen Besetzung zeigt. Ergänzt wurde die Band dabei vom Cellisten Chris Chafe. „[…] die Band war gewachsen, der perkussive Exorzismus von Lalibela hatte den Weg geöffnet für tiefere Trance-Rhythmen und Gesang.“ Die Band trat weiter in Ohio auf, unter anderem im Vorprogramm von Weather Report. Eine geplante Reise nach Japan, wie die Afrikareise im Rahmen eines Stipendiums des Antioch Abroad-Programms, war schon längere Zeit in Überlegung, kam jedoch nicht mehr zustande. Die Bandmitglieder siedelten stattdessen in die San Francisco Bay Area über, wo sie sich ein besseres Auskommen versprachen (auf dem Berkeley Jazz Festival traten beispielsweise auch Musiker abseits des Mainstreams wie Sun Ra oder Alice Coltrane auf). Doch der Kern der Gruppe war bereits in Auflösung begriffen. Margaux und Idris wollten sesshaft werden und eine Familie gründen, während Kimathi vorübergehend nach Ägypten reiste. Die verschiedenen Perkussionisten wechselten, für Hekaptah kam ein Congaspieler namens Mcheza. Zeitweise spielte die Band mit einem Kontrabassisten und einem E-Bassisten. Eine Performance in dieser Besetzung wurde für das regionale Fernsehen aufgezeichnet und ist auf der CD-Wiederveröffentlichung von 2012 mit enthalten.
Im November 1975 gingen die Pyramids zum letzten Mal in ein Studio. Das His Master´s Wheel Recording Studio war mit seiner 16-Spur-Technik auf der Höhe der Zeit und wesentlich professioneller als alles, womit die Band vorher gearbeitet hatte. Kenneth Nash galt zu dieser Zeit bereits als der führende Perkussionist der Bay Area, so dass er – auch über Overdub – verstärkt zum Einsatz kommen durfte. Für alle Bandmitglieder war Bird Speed Merging als es mit seinen 5000 Kopien 1976 erschien ein großer Schritt vorwärts. Mit seinen zwei Bässen als Grundlage war das Album stellenweise wesentlich „tanzbarer“ als die Vorgänger. Für das Kollektiv klang es wie ein neuer Anfang, doch sie hatten sich musikalisch und persönlich auseinanderentwickelt und es sollte die letzte Veröffentlichung für mehrere Jahrzehnte bleiben.

## 1977 bis 2009
Ende der 1970er Jahre hatte sich das kulturelle Klima geändert. Zuvor erfolgreiche Projekte und Plattenfirmen wie Tribe in Detroit oder Strata-East Records mussten Einbußen hinnehmen; das „Goldene Zeitalter“ des Free Jazz und der spirituellen afroamerikanischen Musik ging zur Neige. Als sich Margaux Simmons und Idris Ackamoor Ende 1976 trennten, verließ Margaux auch die Pyramids, um künftig als Lehrerin zu arbeiten, und das Projekt war beendet. Die Gruppe trat ohne sie und durch andere Musiker unterstützt nur noch ein einziges Mal auf dem Berkeley Jazz Festival 1977 – im Vorprogramm von Al Jarreau – auf.
Idris wandte sich von den Experimenten und freien Formen der Musik ab und widmete sich mehr dem traditionellen Jazz. Er blieb in der Bay Area und gründete Cultural Odyssey – eine Non-Profit-Organisation, die Musik- und Theaterveranstaltungen durchführt und die er über 30 Jahre leitete. Auch Kimathi blieb lange Zeit in der Bay Area, interessierte sich aber verstärkt für spanische und brasilianische Musik, bevor er über Hawaii wieder zurück nach Ohio ging, um dort als Lehrer zu unterrichten. Margaux ging nach San Diego, promovierte dort in Kompositionslehre und schloss sich 1987 der Fakultät des Hampshire College an, wo sie afroamerikanische Musik lehrte und Klassen für weibliche Komponisten unterrichtete.

## Zweite Inkarnation: ab 2010
Mit Beginn der 2000er Jahre erwachte bei den Jazzfans ein neues Interesse an den alten Alben der Pyramids. Nachdem das japanische Label EM Records ein Bootleg von Birth Speed Merging herausgebracht hatte, nahm Dawson Prater vom Ikef-Label in Chicago Kontakt mit Idris Ackamoor und EM Records auf. In der Folge wurde das Bootleg wieder vom Markt genommen und es erschien an seiner Stelle mit The Music of Idris Ackamoor 1971-2004 eine autorisierte Retrospektive von Ackamoors Musik. 2007 veröffentlichte Ikef die alten Alben der 1970er Jahre neu auf Vinyl, was „einer kleinen Sensation gleich [kam]“. Zur Feier der Wiederveröffentlichung traten Ackamoor, Kimathi und Simmons 2007 erstmal wieder – mit ebenfalls großem Erfolg – auf dem San Francisco International Arts Festival gemeinsam auf.
Als der Berliner Veranstalter Christoph Linder die Pyramids in den Jahren 2010–2012 für drei Tourneen nach Europa verpflichtete, wurde Peter Wacha, der Betreiber des Münchner Labels Disko B – das eigentlich eher auf elektronische Musik spezialisiert ist – auf die Band aufmerksam. Im Sommer 2011 fanden in den Faust Studios in Scheer erste Aufnahmen zu einem neuen Album statt, Margaux Simmons konnte allerdings aus gesundheitlichen Gründen nicht daran teilnehmen. Neben den Urmitgliedern Idris Ackamoor, Bradie Speller und Kimathi Asante sind nun der Percussionist Kenneth Nash und der Bassist Kash Killion mit in der Band. Otherworldly wurde 2012 veröffentlicht und von den Kritikern mit viel Lob bedacht. Zur gleichen Zeit legte das Label die alten Alben in einem Boxset mit dem Titel They Play to Make Music Fire! erneut auf. Enthalten ist in dieser auch die Fernsehaufzeichnung eines Auftritts der Pyramids von 1975.
Der überraschende Erfolg von Otherworldly ermöglichte Idris Ackamoor ☥ the Pyramids 2016 die Veröffentlichung einer weiteren CD mit dem Titel We All Be Africans. Das Magazin Intro schrieb darüber, es „verbindet nun gekonnt und bekannt Jazz mit Afro-Funk, folkloristischer Instrumentierung und Improvisation. Mittlerweile ist das keine Überraschung mehr, aber immer noch ganz wunderbare Musik, die Ahnungen von traditionellen Trance-Zuständen eröffnet.“
2018 erschien das Album An Angel Fell mit veränderter Besetzung und erstmals dem umfangreichen Einsatz von Gitarren.
Auf dem 2020 erschienenen Album Shaman! war wieder Margaux Simmons von der Urbesetzung beteiligt. Breiten Raum nahm hier nun der Gesang ein.

## Rezeption
Jazzpages.com schrieb anlässlich ihrer Europatour: „THE PYRAMIDS sind das wohl mysteriöseste und legendärste aller kosmischen Jazz-Kollektive der frühen 70er Jahre, die in der Nachfolge des unsterblichen SUN RA nicht nur musikalische, sondern vor allem auch soziale Experimente schwarzen Bewusstseins und menschlichen Zusammenlebens erforschten. [...] Dies resultierte in einer Mischung aus hymnischen Saxofonimprovisationen und ungezügelten Trommel-Freakouts, einer Musik, die gleichzeitig nach Amerika, Europa und Afrika klang und schwerelos ekstatische und erdhafte Momente mit lyrischen, fast meditativen Phasen verband.“
Roderich Fabian meinte in seiner Sendung Nachtmix, dass „[‚Otherworldly‘] klingt, wie die Pyramids schon immer klangen: Außerirdisch, wie von der schwarzen Arche abgeworfen, subversiv und groovy, auf jeden Fall: Seventies. Aber musikalisch und politisch erscheinen die Pyramids – die meisten von ihnen jenseits der 60 – ungebrochen – gegründet unter Nixon, aber auch unter Obama noch relevant.“
Für den Rezensenten der Volksbühne Berlin „waren [sie] schon 1972 auf dem Stand von 2012.“
2012 verlieh der einflussreiche DJ und Labelbetreiber Gilles Peterson Idris Ackamoor den Lifetime Achievement Award 2012. Peterson würdigt die Pyramids ebenfalls ausführlich in seinem Buch Freedom Rhythm & Sound.

## Diskografie
- Lalibela (1973)
- King of Kings (1974)
- Birth Speed Merging (1976)
- The Music of Idris Ackamoor 1971–2004 (2005)
- They Play to Make Music Fire! (2012, CD-Boxset der alten Vinylveröffentlichungen)
- Otherworldly (2012)
- We All Be Africans (2016)
- An Angel Fell (2018)
- Shaman! (2020)
- AOMAWA: The 1970s Recordings (Strut, ed. 2022)
- Idris Ackamoor & The Pyramids: Afro Futuristic Dreams (Strut, 2023)

## Auszeichnungen
- 2012 Lifetime Achievement Award 2012 für Idris Ackamoor